# 雪絨花航空
雪絨花航空（英語：Edelweiss Air）是一間營運總部設在瑞士蘇黎世機場和克洛滕的一間包機航空公司， 它主要經營蘇黎世機場的航線。 公司的名字是來自瑞士的非官方國花——雪絨花，並在每架飛機塗上雪絨花圖案。

## 歷史
公司是在1995年10月19日在瑞士巴瑟斯多夫成立，當時機隊只有一架麥道MD-83。隨後也不斷擴大和更新機隊。在1998年，引入新的空中巴士A320客機以取代麥道MD-83客機，在隨後的1999年公司開始使用空中巴士A330-200客機飛行長途航線。在2011年3月，雪絨花航空引入更大型的空中巴士A330-300至它的機隊，其訂單已經在2010年4月5日交付。
直至2008年11月，雪絨花航空是由瑞士旅業集團全資擁有並有190名員工， 在經營權賣了給瑞士國際航空後，它通過瑞士國際航空的網絡銷售的能力去交流酒店的銷售權。在瑞士國際航空被漢莎航空收購後，雖然雪絨花航空是獨立運作，但也成為德國最大的一間附屬航空公司。

## 獎項
2001年和2008年間，雪絨花航空連續9年得到旅之星獎的金獎以表揚其卓越的成就。

## 機隊

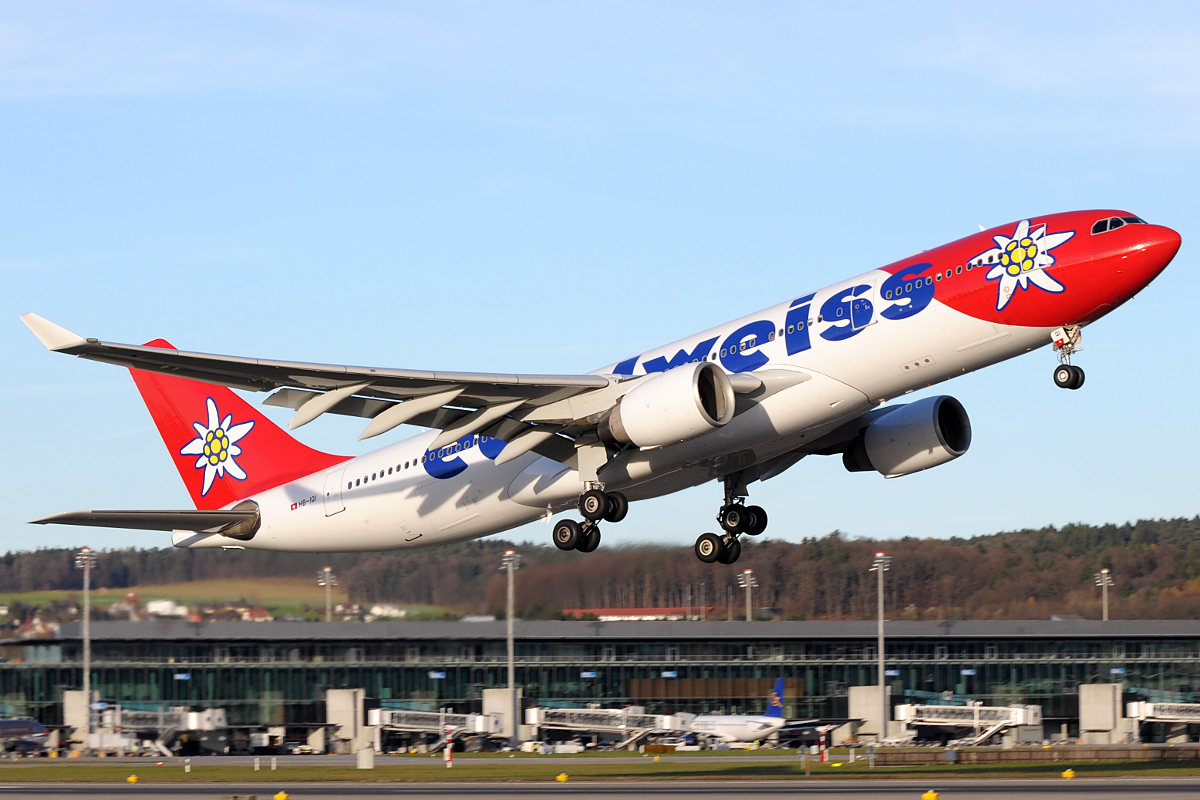
雪絨花航空的空中巴士A330 (2010年)

直至2024年3月，雪絨花航空的機隊平均機齡為19年，詳情如下：

## 外部連結
- 雪絨花航空
- 雪絨花航空 （页面存档备份，存于） （德文）